# IR-Tiefladewagen BWS
Zwischen 1951 und 1956 schafften die Indian Railways (IR) im Zusammenhang mit den in Indien geplanten und im Bau befindlichen großen Kraftwerken mehrere spezielle Tiefladewagen zum Transport schwerster Transformatoren, Rotoren, Turbinen und anderer schwerer mechanischer Ausrüstung an.

## Geschichte
Das erste Exemplar wurde 1951 bei der Schweizerischen Wagons- und Aufzügefabrik AG Schlieren-Zürich (SWS) nach Plänen der IR gebaut. Der Tiefladewagen mit der Typenbezeichnung BWS für bogie well wagon special (deutsch etwa: Spezial-Tiefladewagen mit Drehgestellen) konnte eine Last von bis zu 132 Tonnen tragen. Dieser Typ war zu seiner Zeit einer der größten Spezialgüterwagen der Welt und der größte in Europa und Asien. 1955 bestellte die IR bei Hitachi Transportation Systems in Japan sieben weitere fast baugleiche Wagen.

## Konstruktion
Die Wagen bestanden aus einer geschweißten, abgekröpften Ladebrücke von speziell niederer Bauhöhe, die sich an beiden Enden über eine Zwischenbrücke auf je zwei dreiachsige Drehgestelle abstützte. Sie ruhten somit auf 12 Radsätzen, die mit Rollenlagern liefen. Hitachi verwendete für die 1956 gebauten Wagen Kegelrollenlager. Ansonsten waren die Ausführungen ziemlich identisch. Die komplett geschweißte Konstruktion wurde verwendet, um das Eigengewicht auf ein Minimum zu reduzieren. Die 1951 von der SWS ausgeführte Ladebrücke wurde vor dem Versand einer Belastungsprobe von 145 t unterzogen.

## Einsatz
Die Wagen wurden bei den folgenden Regionalgesellschaften von Indian Railways eingesetzt: Western Railway (WR), Eastern Railway (ER), Southern Railway (SR) und Central Railway (CR). Sie erwiesen sich als äußerst hilfreich für den Transport schwerer mechanischer Ausrüstung und für die rasche Verwirklichung großer nationaler Bauvorhaben, wie der Bhakra-Talsperre, der Hirakud-Talsperre und den vier Talsperren des Damodar-Yalley-Projekts.